# Покровська церква (Переяслав)
Це́рква Покро́ви Пресвято́ї Богоро́диці — православний храм у Переяславі, збудований у 1704–1709 роках та зруйнований у 1936–1937 роках.

## Історія
На початку XVII століття в Покровській парафії Переяслава вже існувала церква. Вона згадується в церковних описах 1614 року. Проте ці відомості не уточнюють якою була церква: кам'яною або дерев'яною, і чи була названа саме в честь Покрови Пресвятої Богородиці. Судячи з початого в 1709 році опису храму, стара церква стояла на іншому місці, адже з неї було перенесено ікони і церковне начиння в новозбудований храм. Це відбулося 30 вересня (11 жовтня) 1709 перед святом Покрови, коли мали освятити новий храм. В подальшому стара церква в документах не згадується.
Мурована Покровська церква збудована коштом переяславського полковника Івана Мировича у 1704-1709 роках за зразком Успенського собору Дівочого монастиря в Глухові 1687 року.
У 1845 році Тарас Шевченко змалював (з реконструкцією первісної форми бань) церкву подорожуючи Переяславщиною.
Церква знищена в 1936–1937 роках. У 1961–1963 роках архітектор А. Максимов опрацював проєкт відтворення цієї унікальної пам'ятки.
В 1920-х рр. під час експедиції Харківського музею українського мистецтва Стефан Таранушенко та Павло Жолтовський сфотографували церкву.

## Опис
За розпланувально-просторовою типологією церква унікальна для України. Вона тридільна, трибанна, з прямокутною навою, гранчастими бабинцем і вівтарем; до нави з півночі й півдня прилягають рівновисокі їй прямокутні в плані компартименти, а до вівтаря — трохи нижчі напівциліндричні дияконник і жертовник. Завдяки такій композиції церква в цілому є хрещатою, семидільною, трибанною. З західного боку був низенький притвор.
Церква дуже висока, стрімких пропорцій. Її архітектурне рішення — в стильових формах мазепинського етапу українського відродження: стіни активно членують пілястри, увінчує розкріпований карниз; восьмерики трьох бань вінчалися грушоподібними верхами, які були перероблені на плескаті бані у 1840-х роках; причілки північного й південного рамен вінчали скупо декоровані фронтони. Вікна були високими, витягнутих пропорцій, облямовувалися простими наличниками. Фасади декорувалися також нішами і вікнами хрестоподібної форми.

## Парафіяни
| Період    | Середня кількість жителів за період | Максимальна кількість жителів за період | Мінімальна кількість жителів за період |
| --------- | ----------------------------------- | --------------------------------------- | -------------------------------------- |
| 1833-1842 | 463                                 | 475 (1836)                              | 444 (1833)                             |
| 1843-1852 | 515                                 | 536 (1848)                              | 477 (1843)                             |
| 1853-1862 | 513                                 | 546 (1854)                              | 485 (1857)                             |
| 1863-1868 | 481                                 | 503 (1863)                              | 471 (1868)                             |